# Stade Omar Bongo
Das Stade Omar Bongo (deutsch Omar-Bongo-Stadion) ist ein Fußballstadion mit Leichtathletikanlage in Libreville, der Hauptstadt von Gabun. Das Stadion bietet 40.000 Zuschauern Platz. Es ist das Heimstadion des FC 105 Libreville und der Fußballnationalmannschaft von Gabun. Die Anlage ist benannt nach dem ehemaligen gabunischen Präsidenten Omar Bongo und heißt mit vollem Namen Stade Omnisport Président Omar Bongo Ondimba. 
Die Sportstätte wurde von 2010 bis 2012 komplett renoviert und die Tribünen überdacht.
Der Gabun ist Ausrichter der Fußball-Afrikameisterschaft 2017 und das Stade Omar Bongo wäre eine mögliche Spielstätte.